# Héctor Martínez
Héctor Martínez (15 giugno 1967) è un ex calciatore paraguaiano, di ruolo centrocampista.

## Carriera

### Club
Ha giocato nella prima divisione paraguaiana.

### Nazionale
Ha partecipato alla Coppa America del 1991.

## Palmarès

### Club

#### Competizioni nazionali
- Campionato paraguaiano: 1

Olimpia: 1993